# 加藤領健
加藤 領健（かとう りょうた、1982年5月31日 - ）は、愛知県出身の元プロ野球選手（捕手）。2007年までの登録名は「領健」。

## 来歴・人物

### プロ入り前
中学校時代には、全国大会で優勝。
PL学園高校では3年夏に主将として第82回全国高等学校野球選手権大会に出場。
青山学院大学でも1年次から正捕手に定着し、4年次には主将を務めた。さらに同年（2004年）には、第33回日米大学野球選手権大会の日本チームのメンバーに選出され、第1・第2・第4戦でスタメンマスクを被った。東都大学リーグ通算93試合出場、300打数60安打、打率.200、3本塁打、35打点。ベストナイン2回。
2004年のドラフト会議で6巡目指名を受け、福岡ソフトバンクホークスに入団。明るい性格で、入団発表時には「田口（昌徳）さんのようなムードメーカーになりたい」と語っていた。

### プロ入り後
ルーキーイヤーの2005年は二軍で経験を積み、正捕手・城島健司の故障もあって一軍に昇格。プレーオフにも1イニングではあるが出場し、マスクを被った。
城島が退団した2006年はチャンスだったが、ほとんど出場の機会はなかった。
2007年は春季キャンプからA組（一軍）に抜擢。正捕手候補として期待されるが、オープン戦途中で蜂窩織炎を左足に発症。結果を出せないまま戦線離脱してしまった。
同年12月3日、登録名を「領健」から、本名の「加藤領健」に変更した。
2008年11月4日、戦力外通告を受け、現役を引退。

### 引退後
ブルペン捕手として契約し、2008年秋季キャンプから務めている。
2018年から3軍バッテリーコーチに就任。
2021年11月19日にスカウトに就任することが発表された。

## 詳細項目

### 年度別打撃成績
| 年 度     | 球 団        | 試 合 | 打 席 | 打 数 | 得 点 | 安 打 | 二 塁 打 | 三 塁 打 | 本 塁 打 | 塁 打 | 打 点 | 盗 塁 | 盗 塁 死 | 犠 打 | 犠 飛 | 四 球 | 敬 遠 | 死 球 | 三 振 | 併 殺 打 | 打 率 | 出 塁 率 | 長 打 率 | O P S |
| --------- | ------------ | ----- | ----- | ----- | ----- | ----- | -------- | -------- | -------- | ----- | ----- | ----- | -------- | ----- | ----- | ----- | ----- | ----- | ----- | -------- | ----- | -------- | -------- | ----- |
| 2005      | ソフトバンク | 1     | 0     | 0     | 0     | 0     | 0        | 0        | 0        | 0     | 0     | 0     | 0        | 0     | 0     | 0     | 0     | 0     | 0     | 0        | ----  | ----     | ----     | ----  |
| 2006      | ソフトバンク | 6     | 1     | 1     | 0     | 0     | 0        | 0        | 0        | 0     | 0     | 0     | 0        | 0     | 0     | 0     | 0     | 0     | 1     | 0        | .000  | .000     | .000     | .000  |
| 通算：2年 | 通算：2年    | 7     | 1     | 1     | 0     | 0     | 0        | 0        | 0        | 0     | 0     | 0     | 0        | 0     | 0     | 0     | 0     | 0     | 1     | 0        | .000  | .000     | .000     | .000  |

### 年度別守備成績
| 年 度 | 捕手 | 捕手 | 捕手 | 捕手 | 捕手 | 捕手 | 捕手   | 捕手   | 捕手   | 捕手   | 捕手   |
| 年 度 | 試合 | 刺殺 | 補殺 | 失策 | 併殺 | 捕逸 | 守備率 | 企図数 | 許盗塁 | 盗塁刺 | 阻止率 |
| ----- | ---- | ---- | ---- | ---- | ---- | ---- | ------ | ------ | ------ | ------ | ------ |
| 2005  | 1    | 1    | 0    | 0    | 0    | 0    | 1.000  | 0      | 0      | 0      | -      |
| 2006  | 6    | 6    | 0    | 0    | 0    | 0    | 1.000  | 1      | 1      | 0      | .000   |
| 通算  | 7    | 7    | 0    | 0    | 0    | 0    | 1.000  | 1      | 1      | 0      | .000   |

### 記録
- 初出場：2005年7月16日、対西武ライオンズ10回戦（福岡Yahoo! JAPANドーム）、9回表に捕手として出場

### 背番号
- 29 （2005年 - 2008年）
- 108 （2009年 - 2017年）
- 96 （2018年 - 2021年）

### 登録名
- 領健 （りょうた、2005年 - 2007年）
- 加藤 領健 （かとう りょうた、2008年）